# Quint Terenci Escaure
Quint Terenci Escaure (en llatí Quintus Terentius Scaurus) va ser un cèlebre gramàtic romà del temps d'Hadrià. Formava part de la gens Terència, i de la família dels Escaure.
Va ser un dels preceptors de l'emperador Luci Ver. Va escriure una Ars Grammatica i uns comentaris sobre Plaute, Virgili i l'Ars Poetica d'Horaci, conegudes per les indicacions en el tractat anomenat Q. Terentii Scauri de Orthographia ad Theseum inclòs a la Grammaticae Latinae Auctores Antiqui de Putschius, que probablement no va ser una producció genuïna de Terenci Escaure.